# WeltN24

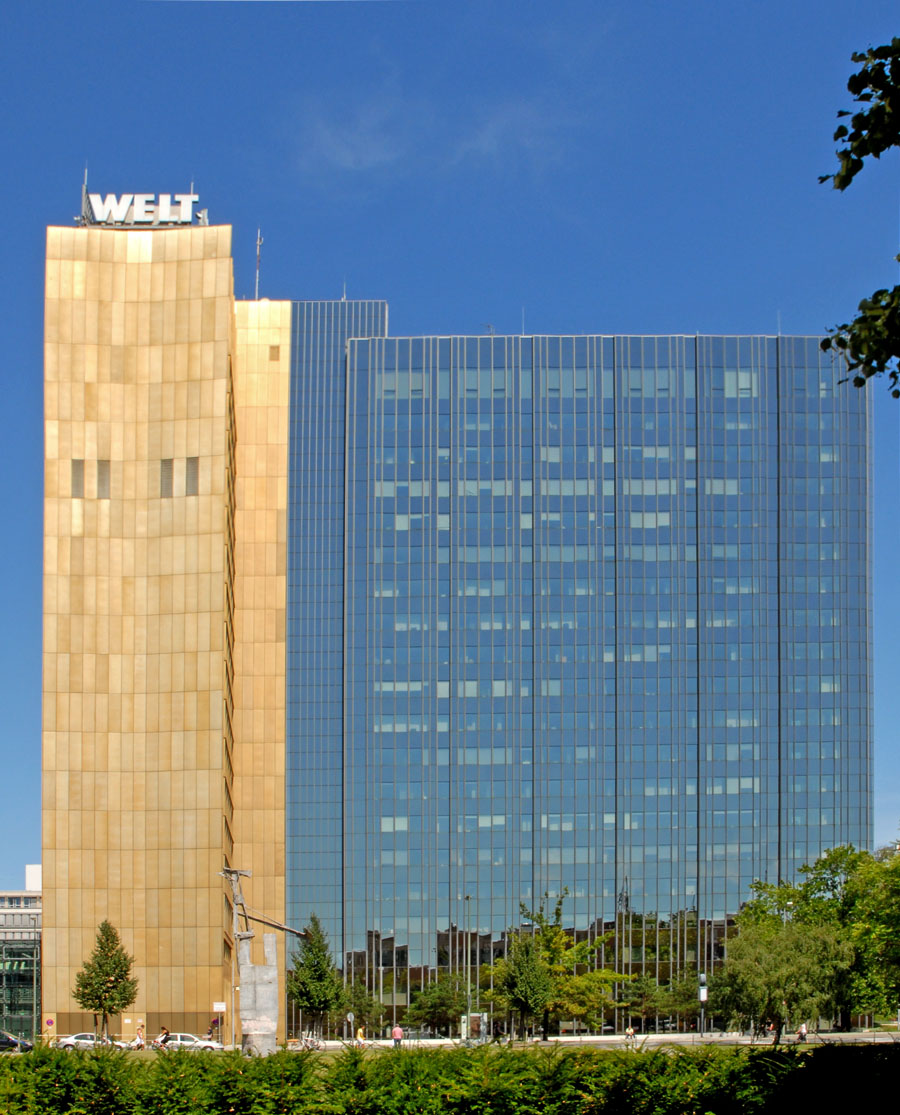
Firmensitz im Axel-Springer-Hochhaus in Berlin

Die WeltN24 GmbH ist ein deutsches Unternehmen mit Sitz in Berlin. Kern des Geschäfts sind Nachrichten in verschiedenen Formaten (TV, Print und Online). Sie ist eine hundertprozentige Tochtergesellschaft der Axel Springer SE, die die Aktivitäten der Welt-Gruppe (Zeitung) und der Fernsehsender Welt und N24Doku bündelt.
Chefredakteur ist seit 1. Januar 2025 Jan Philipp Burgard.

## Geschichte
Die N24 Media GmbH, die im Juli 2014 durch Umfirmierung aus der Zweiundfünfzigste „Media“ Vermögensverwaltungsgesellschaft mbH entstanden war, wurde im Folgemonat mit den Aktivitäten der Welt-Gruppe zur WeltN24 GmbH verschmolzen.
Seit 2015 hatte die WeltN24 GmbH ihren Firmensitz im Axel-Springer-Hochhaus in Berlin. Seit 2021 sendet WeltN24 aus dem Axel-Springer-Neubau. Am 12. April 2021 wurde bekannt, dass WeltN24 vor der Bundestagswahl im September Bild als klassischen 24/7-Fernsehsender starten wolle. Die Sendelizenz sei bereits bei der MABB beantragt. Teile des geplanten Programms sollen parallel auf N24 Doku ausgestrahlt werden. Die Ausstrahlung von Bild im Fernsehen endete zum Jahresende 2023.

## Aktuelle Tochterunternehmen und Beteiligungen
Die seit März 2009 zur WeltN24 gehörige Tochtergesellschaft Maz & More TV Produktion GmbH (bis Dezember 2009: Maz & More GmbH) produziert u. a. für Sat.1 werktäglich das Sat.1-Frühstücksfernsehen. Des Weiteren entwickelt und produziert die Tochtergesellschaft Content Factory TV-Produktion GmbH Bewegtbildinhalte u. a. für Internet-Plattformen. Sie wurde September 2010 gegründet. Seit April 2017 wird WeltN24 durch die Tochtergesellschaft WeltN24 Club GmbH erweitert. Diese betreibt den Welt Club, der für seine Mitglieder Sport- und Kulturveranstaltungen organisiert und durchführt.
Zudem hält seit Juni 2014 die WeltN24 GmbH 88 Prozent der Geschäftsanteile der Vertical Media GmbH. Sie ist ein Fachverlag für Onlinemedien und betreibt das Onlinemagazin Gründerszene. Außerdem hält die WeltN24 GmbH 50 Prozent der Berliner Pool TV Produktionsgesellschaft mbH, die für die Video- und Audiosignale der Berichterstattung aus dem Deutschen Bundestag zuständig ist. An der VG Media Gesellschaft zur Verwertung der Urheber- und Leistungsschutzrechte von Medienunternehmen mbH (5,39 Prozent) und an der dpa Deutsche Presse Agentur GmbH (1,36 Prozent) ist die WeltN24 GmbH ebenfalls beteiligt.
Darüber hinaus produzierte sie im Rahmen von Auftragsproduktionsverträgen mit der ProSiebenSat.1 Media SE die Nachrichten für die Fernsehprogramme ProSieben, Sat.1 und kabel eins bis Ende 2022.